# Danijela Ilić
Danijela Ilić (in serbo Данијела Илић?; Niš, 20 agosto 1970) è un'ex cestista e allenatrice di pallacanestro jugoslava.

## Carriera
Con la Jugoslavia ha disputato i Campionati mondiali del 1990 e tre edizioni dei Campionati europei (1991, 1995, 1997).